# Dallas Cowboys 1961
La stagione 1961 dei Dallas Cowboys è stata la seconda della franchigia nella National Football League. Nel primo Draft della loro storia, nel primo giro scelsero "Mr. Cowboy" Bob Lilly.

## Calendario

### Stagione regolare
| Turno | Data       | Avversario             | Risultato | Stadio               | Record | Tabellino | Pubblico |
| ----- | ---------- | ---------------------- | --------- | -------------------- | ------ | --------- | -------- |
| 1     | 17/9/1961  | Pittsburgh Steelers    | V 27–24   | Cotton Bowl          | 1–0    |           | 23,500   |
| 2     | 24/9/1961  | Minnesota Vikings      | V 21–7    | Cotton Bowl          | 2–0    |           | 20,500   |
| 3     | 1/10/1961  | at Cleveland Browns    | S 25–7    | Cleveland Stadium    | 2–1    |           | 43,638   |
| 4     | 8/10/1961  | at Minnesota Vikings   | V 28–0    | Metropolitan Stadium | 3–1    |           | 33,070   |
| 5     | 15/10/1961 | New York Giants        | S 31–10   | Cotton Bowl          | 3–2    |           | 41,500   |
| 6     | 22/10/1961 | Philadelphia Eagles    | S 43–7    | Cotton Bowl          | 3–3    |           | 25,000   |
| 7     | 29/10/1961 | at New York Giants     | V 17–16   | Yankee Stadium       | 4–3    |           | 60,254   |
| 8     | 5/11/1961  | St. Louis Cardinals    | S 31–17   | Cotton Bowl          | 4–4    |           | 20,500   |
| 9     | 12/11/1961 | at Pittsburgh Steelers | S 37–7    | Forbes Field         | 4–5    |           | 17,519   |
| 10    | 19/11/1961 | Washington Redskins    | P 28–28   | Cotton Bowl          | 4–5–1  |           | 17,500   |
| 11    | 26/11/1961 | at Philadelphia Eagles | S 35–13   | Franklin Field       | 4–6–1  |           | 60,127   |
| 12    | 3/12/1961  | Cleveland Browns       | S 38–17   | Cotton Bowl          | 4–7–1  |           | 23,500   |
| 13    | 10/12/1961 | St. Louis Cardinals    | S 31–13   | Busch Stadium        | 4–8–1  |           | 15,384   |
| 14    | 17/12/1961 | Washington Redskins    | S 34–24   | D.C. Stadium         | 4–9–1  |           | 21,451   |